# Leeton
Leeton é uma cidade localizada no estado americano de Missouri, no Condado de Johnson.

## Demografia
Segundo o censo americano de 2000, a sua população era de 619 habitantes.
Em 2006, foi estimada uma população de 624, um aumento de 5 (0.8%).

## Geografia
De acordo com o United States Census Bureau tem uma área de
1,3 km², dos quais 1,3 km² cobertos por terra e 0,0 km² cobertos por água. Leeton localiza-se a aproximadamente 271 m acima do nível do mar.

## Localidades na vizinhança
O diagrama seguinte representa as localidades num raio de 24 km ao redor de Leeton.